# Clásica de San Sebastián 2004
La 24º edición de la Clásica de San Sebastián se disputó el 7 de agosto de 2004, por un circuito por Guipúzcoa con inicio y final en San Sebastián, sobre un trazado de 227 kilómetros. La prueba perteneció a la Copa del Mundo
El ganador de la carrera fue el español Miguel Ángel Martín Perdiguero, del equipo Saunier Duval-Prodir, que se impuso al sprint a los italianos Paolo Bettini (Quick Step) y Davide Rebellin (Gerolsteiner).

## Clasificación final
| Posición | Ciclista                       | Equipo          | Tiempo   |
| -------- | ------------------------------ | --------------- | -------- |
| 1        | Miguel Ángel Martín Perdiguero | Saunier Duval   | 5h18'35" |
| 2        | Paolo Bettini                  | Quick Step      | s.t.     |
| 3        | Davide Rebellin                | Gerolsteiner    | s.t.     |
| 4        | Marcos Serrano                 | Liberty Seguros | s.t.     |
| 5        | José Alberto Martinez          | Relax-Bodysol   | s.t.     |
| 6        | Ivan Basso                     | Team CSC        | a 6"     |
| 7        | Georg Totschnig                | Gerolsteiner    | s.t.     |
| 8        | Rik Verbrugghe                 | Lotto-Domo      | a 1'19"  |
| 9        | Constantino Zaballa            | Saunier Duval   | a 1'35"  |
| 10       | Markus Zberg                   | Gerolsteiner    | a 1'39"  |